# Bellevue (Idaho)
Bellevue es una ciudad ubicada en el condado de Blaine en el estado estadounidense de Idaho. En el año 2010 tenía una población de 2.287 habitantes y una densidad poblacional de 737,74 personas por km².

## Geografía
Bellevue se encuentra ubicado en las coordenadas 43°27′54″N 114°15′24″O / 43.46500, -114.25667. Según la Oficina del Censo, la localidad tiene un área total de 3,1 km² (1,2 mi²), de la cual 3,1 km² (1,2 mi²) es tierra y 0 km² (0 mi²) (0.0%) es agua.

## Demografía
En el 2000 la renta per cápita promedia del hogar era de $45,438, y el ingreso promedio para una familia era de $49,276. En 2000 los hombres tenían un ingreso per cápita de $33,056 contra $24,583 para las mujeres. El ingreso per cápita para la localidad era de $19,094. Alrededor del 7.8% de la población estaba bajo el umbral de pobreza nacional.